# Quammruddin Nagar
Quammruddin Nagar is een census town in het district West-Delhi van het Indiase unieterritorium Delhi.

## Demografie
Volgens de Indiase volkstelling van 2001 wonen er 10.240 mensen in Quammruddin Nagar, waarvan 55% mannelijk en 45% vrouwelijk is. De plaats heeft een alfabetiseringsgraad van 67%.